# Fiechter Spitze
La Fiechter Spitze est une montagne culminant à 2 299 m d'altitude dans le massif des Karwendel en Autriche.

## Géographie
La Fiechter Spitze est le sommet le plus oriental du chaînon Hinterautal-Vomper. Le sommet de la Fiechter Spitze est escarpé et rocheux, avec un étage alpin abrupt et profond, et en dessous de grandes forêts de pins.
Le sommet le plus proche est la Mittagspitze à l'ouest, séparé de la Fiechter Spitze par un col, le Mittagscharte. Au nord, la Fiechter Spitze tombe abruptement dans la Stallental. À l'est, la chaînon Hinterautal-Vomper descend vers l'Inntal. Dans le sud-est se trouve dans la vallée Vomp dont le village de Fiecht donne son nom à la montagne. Au sud et au sud-ouest s'étend le Vomper Loch.

## Histoire

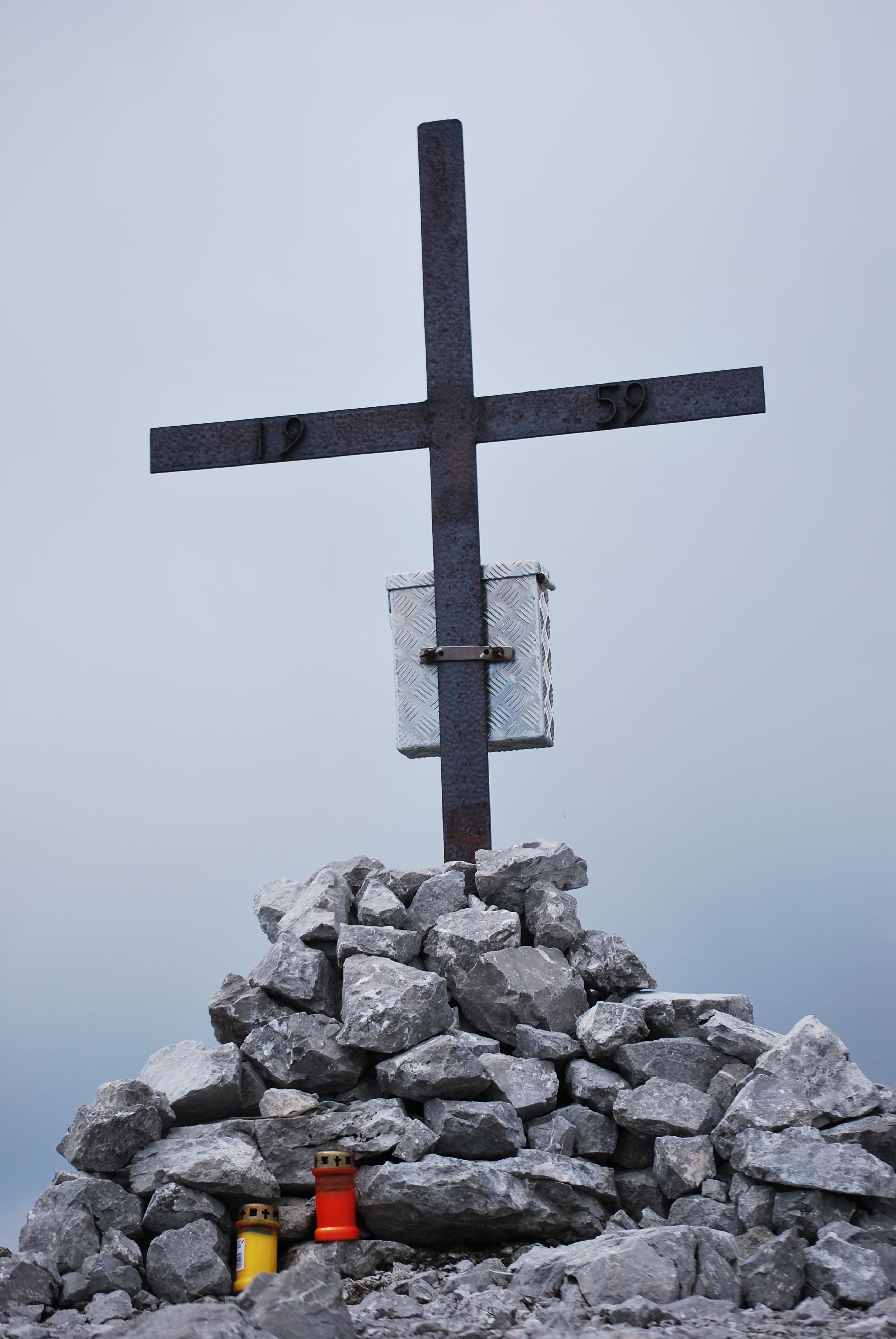
Croix sommitale.

La croix sommitale est installée en 1959.

## Ascension
Depuis Fiecht, des sentiers balisés ou non mènent par le flanc sud de la Fiechter Spitze à l'est du Hirschkopf. À partir de ce flanc, une ascension de difficulté III est possible par l'arête orientale jusqu'au sommet.
Une autre voie non balisée passe par le versant rocheux vers la Mittagspitze puis la Fiechter Spitze, d'une difficulté II+.